# Mana Island (Neuseeland)
Mana Island ist eine Insel in der Region Wellington vor der Küste der Nordinsel Neuseelands. Sie liegt in der Tasmansee. Östlich befindet sich die Stadt Porirua, im Norden der Zugang zum Naturhafen Porirua Harbour. Die Bezeichnung „Mana“ ist eine Abkürzung des māorischen „Te Mana O Kupe ki Aotearoa“, die den mythischen polynesischen Entdecker Neuseelands, Kupe, ehrt.
Sie ist etwa 3 km lang, bis zu 1,4 km breit und 2,17 km² groß. Das Erscheinungsbild der Insel wird von einem Plateau geprägt, dass den größten Teil des Inselinneren einnimmt. Die Küste besteht größtenteils aus Felsklippen. Der höchste Punkt der Insel ist 121 m hoch. Vom Festland ist die Insel 2,5 km entfernt.
Die Insel ist ein Vogelschutzgebiet und kann mit dem Boot erreicht werden. Bekannt wurde die Insel durch den „einsamsten Seevogel der Welt“, einem australischen Tölpel, der „Nigel“ genannt wurde.

## Leuchtturm
Im Jahre 1856 plante das Marine Board einen Leuchtturm auf The Brothers, fand aber selbst bei ruhigem Wetter keinen sicheren Zugang zu den Inseln und entschied sich daher für einen Turm an der Nordseite von Mana Island. Zum Zeitpunkt der Inbetriebnahme war der Turm neben dem auf Pencarrow Head und dem in Nelson der einzige im Gebiet der Cookstraße. Der Turm auf den Brothers Inseln wurde erst 1877 errichtet.
Der Turm wurde von der Londoner Firma Simpson and Co. konstruiert und gebaut. Die gusseiserne Konstruktion, Leuchtfeuer und Linse wurden im März 1864 von Pimlico in London verschifft. Nachdem der Turm für 5513 Pfund montiert worden war, ging er am 1. Februar 1865 in Betrieb. 
Da vermutet wurde, dass das Leuchtfeuer mit dem Leuchtturm Pencarrow Head an der Einfahrt zum Hafen von Wellington verwechselt wurde und dies 1870 zum Verlust der Schiffe City of Newcastle und Cyrus geführt habe, wurde 1876 ein neuer Turm auf den Brothers Inseln gebaut und im September 1877 in Betrieb genommen. Der Leuchtturm auf Mana Island wurde am 24. September 1877 außer Betrieb genommen und 1881 zerlegt und mit dem Tender Hinimoa nach Cape Egmont transportiert. Die Sektionen des 90 Tonnen schweren Turmes wurden in Booten an Land gebracht und mit Ochsengespannen an den Montageort geschleift.
Nur das Ziegelfundament des Turmes und die Umgrenzung des Gartens des Leuchtturmwärters sind auf Mana Island erhalten.